# Научное сообщество
Нау́чное соо́бщество — совокупность учёных-профессионалов, интегральный субъект научного познания, организация которого отражает специфику научной профессии, многообразная сеть взаимодействующих учёных. Включает в себя множество «подсообществ», работающих в отдельных научных областях и в рамках отдельных организаций; также важны междисциплинарные и межотраслевые мероприятия. Целью научного сообщества является, достижение объективных знаний с помощью научных методов. Достижению объективности способствует рецензирование посредством дискуссий и дебатов в журналах и на конференциях, поддерживая качество методологии исследования и интерпретации результатов.
Представление о научном сообществе было введено Робертом Мертоном с целью выделить предмет социологии науки в её отличии от социологии знания. Позднее представление было развито в работах Томаса Куна, Т. Парсонса и Н. Сторера в применении к характеристике научной профессии.
В английском языке словосочетание scientific community (научное сообщество) вошло в употребление в XVIII веке и обрело современный смысл в начале XIX века.
В узком смысле, научное сообщество ограничивается только учёными. В более широком смысле, в состав научного сообщества помимо учёных также входят специалисты технического уровня — инженеры, техники, лаборанты и др.
Можно говорить как о научном сообществе в целом, так и об отраслевых, многоотраслевых или межотраслевых научных сообществах, образованных исследователями, работающими в соответствующих отраслях науки. Понятие научного сообщества относится к обмену информацией между исследователями, необходимому для работы научного метода. Оно не имеет жёсткой организации и его не следует путать с научными организациями, как правило имеющими правовое оформление и финансовое обеспечение. В связи с этим, установление характерных признаков и границ того или иного научного сообщества, а также критериев принадлежности того или иного лица к нему, носит субъективный характер.
Вместе с тем научным сообществам, как любой социальной группе, свойственны социальные институты — система научных взглядов, научные школы, иерархия взаимоотношений членов сообщества, научные общества, научная этика, система средств обмена научной информацией — и другие характеристики, включая профессиональный юмор, специальный язык (терминологию), мифологию.